# زمان در افغانستان

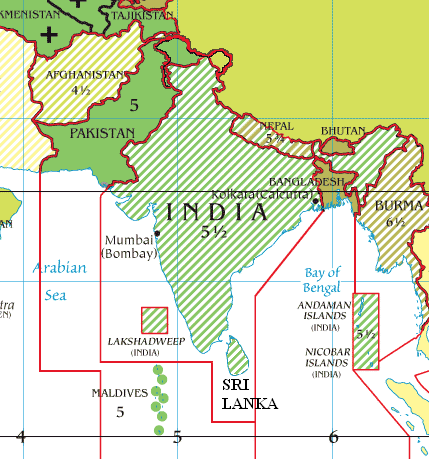
مناطق زمانی جنوب آسیا

زمان در افغانستان رسماً یوتی‌سی ۴:۳۰+ است که بدان زمان افغانستان یا AFT می‌گویند. افغانستان ساعت تابستانی را در نظر نمی‌گیرد.

## پایگاه داده مناطق زمانی ایانا
افغانستان در پایگاه داده مناطق زمانی ایانا جزو منطقه زمانی «آسیا/کابل» است.